# Resident Evil Village
Resident Evil Village, stylisé Resident Evil VII.I.age et connu au Japon sous le nom Biohazard Village (バイオハザード ヴィレッジ, Baiohazādo Virejji), est un jeu vidéo d'horreur en vue à la première personne développé et édité par Capcom. Il est sorti le 7 mai 2021 sur Windows, PlayStation 4, PlayStation 5, Xbox One, Xbox Series et Google Stadia. Il constitue le douzième épisode majeur de la série Resident Evil et fait suite à Resident Evil 7: Biohazard sorti en 2017.
Une version PlayStation VR2 a été lancée début 2023 sous forme d'un DLC gratuit pour les personnes possédant déjà le jeu original.

## Synopsis

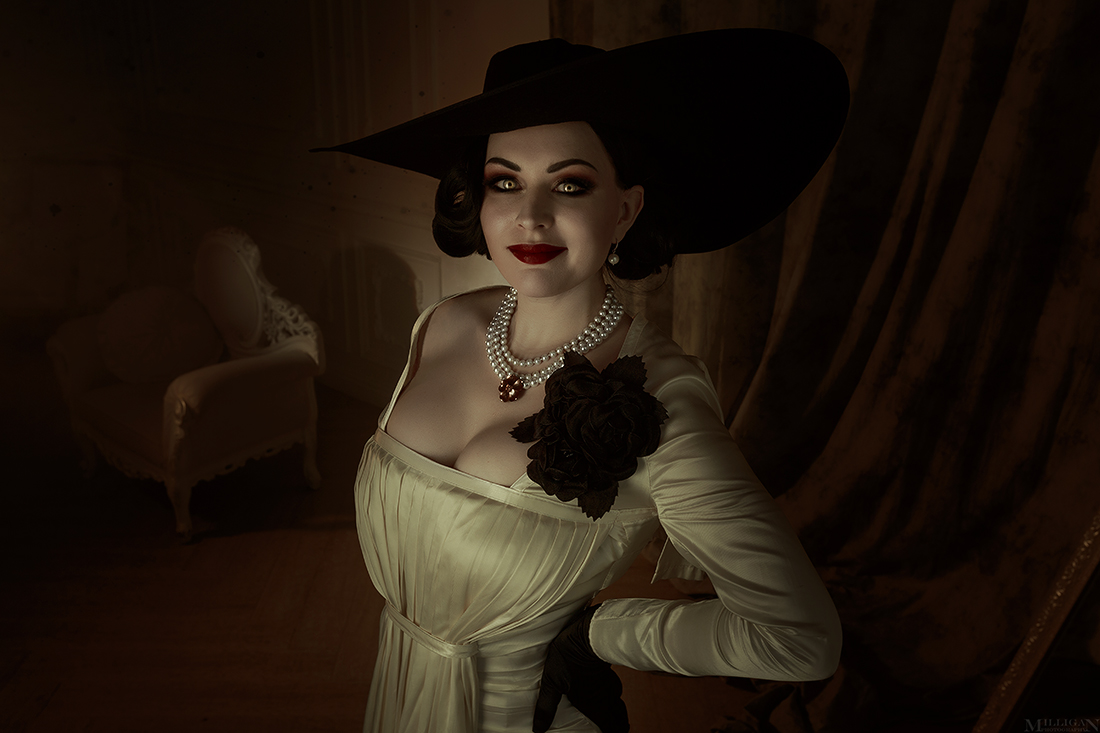
Cosplay de Lady Dimitrescu.

Le jeu se déroule quelques années après les événements de Resident Evil 7. Ethan Winters a retrouvé sa femme Mia et mène avec elle et leur fille Rose âgée de six mois une existence paisible. Cependant tout bascule pour la famille lorsque l'agent  Chris Redfield et ses hommes font irruption dans la maison, assassinent Mia et enlèvent Rose ainsi qu'Ethan évanoui vers une destination inconnue. Quand Ethan reprend conscience, il se retrouve dans un bourg délabré en Europe abritant une population en grande partie transformée en monstres. La famille d'aristocrates des environs, les Dimitrescu, règne sans partage sur les alentours et semble déceler bien des réponses aux maux du village et d'Ethan. Le jeu présente une antagoniste du nom de Lady Dimitrescu, inspirée notamment d'Élisabeth Báthory.

## Système de jeu
Resident Evil Village se joue à la première personne, comme son prédécesseur Resident Evil 7: Biohazard.
Il est vendu avec un mode multijoueur à six joueurs en standalone intitulé RE:Verse.

## Développement
Resident Evil Village est annoncé le 11 juin 2020 lors d'une conférence de Sony de présentation des jeux de la PlayStation 5. Le 21 janvier 2021, une première démo intitulée Maiden est publiée sur PlayStation 5 et la sortie du jeu est annoncée pour le 7 mai 2021 sur Windows, PlayStation 4, PlayStation 5, Xbox One, Xbox Series et Google Stadia. Deux démos supplémentaires, Village et Castle, sont publiées le 17 et le 24 avril.
Comme Resident Evil 7: Biohazard et les remakes de Resident Evil 2 et 3, le jeu est développé avec le moteur RE Engine de Capcom.
Le 24 janvier 2021, l'actrice américaine Jeannette Maus, qui incarnait Cassandra Dimitrescu et Roxana meurt d'un cancer du côlon à l'âge de 39 ans,. Capcom lui rend hommage sur Twitter.
Plus d'un an après sa sortie, Capcom annonce un DLC pour le jeu sorti officiellement le 28 octobre 2022.

### Distribution
Chris Redfield est interprété pour la première fois par Jeff Schine, remplaçant ainsi David Vaughn qui lui prêtait sa voix dans Resident Evil 7: Biohazard (2017). Schine incarne également Carlos Oliveira dans le remake de Resident Evil 3 (2020). Todd Soley et Katie O'Hagan, les interprètes respectifs d'Ethan et de Mia Winters reprennent leurs rôles tenus dans le précédent volet.

## Accueil
Resident Evil Village reçoit un accueil critique « généralement favorable », recevant sur l'agrégateur Metacritic entre 83 et 84/100 selon la plate-forme,,,.